# Amphelictus secus
Amphelictus secus là một loài bọ cánh cứng trong họ Cerambycidae.